# Kitto Atsui Kuchibiru ~Remain~
 (mars 2012).
Si vous disposez d'ouvrages ou d'articles de référence ou si vous connaissez des sites web de qualité traitant du thème abordé ici, merci de compléter l'article en donnant les références utiles à sa vérifiabilité et en les liant à la section « Notes et références ».
Singles de Wink
New Moon ni Aimashō
(1990) Manatsu no Tremolo
(1991)
Kitto Atsui Kuchibiru ~Remain~ (きっと熱いくちびる ~リメイン~) est le 10e single du duo japonais Wink, sorti en 1991.

## Présentation
Le single sort le 20 mars 1991 au Japon sous le label Polystar. Il atteint la 2e place du classement de l'Oricon ; il reste classé pendant 9 semaines, pour un total de 125 000 exemplaires vendus, la moitié des ventes du single précédent, New Moon ni Aimashō.
La chanson-titre figurera sur l'album Queen of Love qui sort quatre mois plus tard, ainsi que sur les compilations Raisonné et Wink Memories 1988-1996 ; elle sera aussi remixée sur les albums Diamond Box de fin d'année et Jam the Wink de 1996 ; sa version instrumentale figurera sur l'album karaoke Fairy Tone 2 de fin d'année. 
La chanson en "face B", Kiseki no Monument, figurera quant à elle sur la compilation de "faces B" Back to Front de 1995.

## Liste des titres
Toutes les paroles sont écrites par Neko Oikawa.
| 1. | Kitto Atsui Kuchibiru ~Remain~ (きっと熱いくちびる ～リメイン～) | Asato Sekine |  |
| 2. | Kiseki no Monument (奇跡のモニュメント)                          | Masaya Ozeki |  |